# HJK Helsinki (femenino)
El Helsingin Jalkapalloklubi es un club de fútbol femenino de Finlandia. Es la sección femenina del HJK Helsinki y compite en la Kansallinen Liiga, primera división del país.
Fundado en 1971 es el club más laureado del país, tanto en liga como en la copa, y logró su mejor racha entre 1995 y 2001 con 22 títulos consecutivos. A nivel internacional, su mejor registro fue llegar a las semifinales de la primera edición de la Liga de Campeones Femenina de la UEFA.

## Jugadoras

### Exjugadoras internacional del club
| - Susanna Heikari - Laura Kalmari - Annika Kukkonen - Maureen Jacobson - Anne Mäkinen - Pauliina Miettinen - Essi Sainio - Tiina Salmén - Marieanne Spacey - Sanna Talonen - Louise Waller |

## Palmarés
| Competición nacional               | Títulos | Subcampeonatos                                                                           |
| ---------------------------------- | --- | ---------------------------------------------------------------------------------------- |
| Primera División (24/15)           | 1971, 1972, 1973, 1974, 1975, 1979, 1980, 1981, 1984, 1986, 1987, 1988, 1991, 1992, 1995, 1996, 1997, 1998, 1999, 2000, 2001, 2005, 2019, 2024. | 1976, 1978, 1985, 1990, 1993, 2002, 2003, 2004, 2007, 2008, 2010, 2011, 2018, 2022, 2023 |
| Copa de Finlandia Femenina (18/10) | 1981, 1984, 1985, 1986, 1991, 1992, 1993, 1998, 1999, 2000, 2002, 2006, 2007, 2008, 2010, 2017, 2019, 2024                                      | 1988, 1994, 1996, 2001, 2003, 2004, 2013, 2015, 2022, 2023.                              |